# 宮内栞
宮内 栞（みやうち しおり、Miyauchi Shiori 1994年8月30日 - ）は、日本のAV女優。バンビプロモーション所属。

## 略歴・人物
2014年にデビューしたロリ系のAV女優。

## 出演作品

### アイドルDVD
2015年
- めいちゃん / 14歳の脱ぎたてTバック入りDVD (2月26日、スパークビジョン CTPN-010) ※「めいちゃん」名義

### アダルトDVD
2014年
- 直線的な女の子。 新人胸ポチ微乳。 しおり 149cm（12月1日、ミニマム MUM-136）※「しおり」名義[要出典]

2015年
- なかだしキャンプ vol.02（1月1日、プレステージ YRH-072）共演:上杉玲奈、里咲しおり、長谷川美裸、夕樹あさひ、柏木胡桃 ほか[要出典]
- 山奥の温泉旅館で見つけた、愛くるしい修学旅行生たち。 シーズン2（1月1日、ミニマム MUM-143）共演:有本紗世、辻井ゆう、彩城ゆりな、篠宮ゆり[要出典]
- ママは知らない…思春期の娘とパパの歪んだ愛の日常。 仲良し姉妹編 1フサ1無毛（2月1日、ミニマム MUM-147）共演:なごみ[要出典]
- 肉壷（俺専用） しおり（2月25日、ラマ LAIM-018）※「しおり」名義
- 兄貴の娘達がエロく仕込まれてて子作り（3月1日、ZUKKON/BAKKON ZUKO-073）共演:加賀美シュナ、吉井ありさ、夏海いく
- ロリ妹の身体はパイパン×貧乳 いいなり妹セックス遊戯 妹淫行（3月8日、ケートライブ K-Tribe KTDS-750）※「しおり」名義
- 貧乳パイパンロリータ性遊戯 娘に背徳性教育 娘と淫行（4月5日、ケートライブ K-Tribe KTDS-758）※「しおり」名義
- 結婚●●が引き下げられた未来。 奥さまはJ学生。 子作り本物中出し。 【全妻つるつる】（5月1日、ミニマム MUM-161）共演:彩城ゆりな、青井いちご、加賀美シュナ[要出典]
- 素人お嬢さんが一般男性宅にお邪魔して挑戦 ヌルヌル泡泡ソープ体験 (4月23日、アイエナジー IENE-551) 他出演:木村つな 海野空詩 篠宮ゆり[要出典]
- クラスの女子は僕と一緒でまだ子供だと思ってたら 超マセていてHに興味津々!! クラスに男は僕一人だからHに関する事を僕で何でも試そうとするんです!（5月7日、ゴールデンタイム GDTM-045）他出演:竹内真琴、加賀美シュナ、松浦ゆきな、宮野えみ、あべみかこ[要出典]
- 「これってイケナイ事なの？」40歳過ぎても定職に付かないダメ人間の私は、生活を助けてもらう為姉の家へ。そこで久々に会った姪っ子から相談があると言われ2人きりに…。 (5月20日、ソフトオンデマンド Hunter（HHHグループ） HUNT-988) 他出演:篠宮ゆり 早乙女ゆい 竹内真琴
- 学販衣料(ブルマ、スク水、チアユニフォーム)の美少女をねぶり尽くす（6月19日、ラマコス）※「しおり」名義
- 一度で二度美味しい。なかよし2人組ベスト。 (7月11日、ミニマム MMT-034) 他出演:井上みづき 早乙女らぶ 有本紗世 辻井ゆう 小西まりえ
- しおりちゃん…あなたを狙ってる男たちがいます… くれぐれもチャイムが鳴ってもすぐドアを開けちゃダメですよ…。（7月25日、オーロラプロジェクト APAK-106）
- 縛られて本物精子で種付けされる。 しおり 149cm (無毛中出し)（8月1日、ミニマム MUM-171）※「しおり」名義
- 病院まるごと一棟全員と中出し乱交（9月1日、ZUKKON/BAKKON ZUKO-073）共演:仁美まどか、桜川かなこ、桂希ゆに、七緒ゆづき、生駒はるな、春永いずみ、葉里さやか、桃原茜、松下美雪、逢月はるな、ERIKA[要出典]
- ロリ体型の娘と近親セックス (10月11日、ケートライブ K-Tribe KTDS-807) 他出演:土屋あさみ 一之瀬すず 春日野結衣 加賀美シュナ あべみかこ 初芽里奈
- 2人いっしょに。生まれて初めてのおしり。奇跡のアナル交互挿入。しおりとりん (11月1日、ミニマム MUM-191)
- 貧乳アカデミー。貧乳は希少価値の時代へ。 (11月1日、ミニマム MMT-038) 他出演:井上みづき 雪谷ちなみ 琴音さら 土屋あさみ 瀬古ここ 加賀美シュナ 青島かえで 早乙女ゆい 夢咲りぼん
- ケートライブ K-Tribeベスト美少女10人8時間2枚組 (11月8日、ケートライブ K-Tribe KTDS-815) 他出演:土屋あさみ 一之瀬すず 春日野結衣 加賀美シュナ あべみかこ 初芽里奈

2016年
- 集団の中で起こった不可思議な出来事。 (1月1日、ミニマム MMT-040) 他出演:青井いちご 成宮梓 春日野結衣 有本紗世 彩城ゆりな 辻井ゆう 篠宮ゆり 愛須心亜 小西まりえ 南梨央奈 加賀美シュナ 大桃りさ 土屋あさみ
- 女子校生7人制服コレクション (1月11日、ケートライブ K-Tribe KTDS-831) 他出演:あべみかこ 加賀美シュナ 土屋あさみ 牧瀬愛 鈴原エミリ 陽木かれん
- ロ●ータ貧乳ツインテール BEST COLLECTION 2枚組8時間 (2月6日、TMA ID24-010) 他出演:愛須心亜 井上みづき 荻原くるみ 佳苗るか 中里まいあ 平原みなみ 山口エリカ 裕木まゆ 土屋あさみ 碧しの（篠めぐみ） 早乙女ゆい 琴音さら 倉科紗央莉 北山悠 楓ゆうか 吉川いと
- ロリ体型のいもうと連続セックス 10人8時間 (2月7日、ケートライブ K-Tribe KTDS-839) 他出演:愛葉るりか 源かのこ 一之瀬すず 春日野結衣 逢月はるな 陽木かれん 加賀美シュナ 星名愛美 土屋あさみ
- パンツ見ちゃダメ！ヤキモチ妹・女子校生とビッチなお友達。 女子校生の妹が友達と遊んでいて、友達のパンチラを見ていたら妹がヤキモチをやいて、お兄ちゃんのバカ！と言って立ち去り、残った友達はもっと見たい？と言って近寄ってきてエッチした。 (3月17日、SWITCH SW-394) 他共演:宮崎あや
- ロリ体型の女の子連続セックス 2 (4月10日、ケートライブ K-Tribe KTDS-855) 他出演:初芽里奈 あべみかこ 加賀美シュナ 月島遥花 逢月はるな 土屋あさみ 陽木かれん 星名愛美 憂希澪
- 美少女30人いやらしいフェラチオ 2 4時間 (4月24日、ケートライブ K-Tribe KTDS-859) 他出演:宇佐木もも 三好亜矢 牧瀬愛 繭村めい 清塚那奈 憂希澪 樹林れもん 江上しほ 小野麻里亜 白河里奈 逢月はるな 芦田心美 松下美雪 三好春美 岡本奈々 白咲明日香 星名愛美 加賀美シュナ 塚田詩織 西山あさひ 鈴原エミリ 小倉はるか あべみかこ 香山美桜 陽木かれん 土屋あさみ 佐々木恋海（向井恋）
- おしりさんこんにちは。生まれて初めてのおしりベスト。 (5月1日、ミニマム MMT-044) 他出演:小西まりえ 倉科紗央莉 なごみ 井上みづき 加賀美シュナ 碧木凛
- 貧乳パイパン。フラットスリー。 (7月1日、ミニマム MUM-239) 他出演:宮沢ゆかり 琴羽雫
- パイパンロリ体型美少女10人連続セックス 8時間 2枚組 (7月25日、ケートライブ K-Tribe KTDS-886) 他出演:加賀美シュナ 一之瀬すず 源かのこ あべみかこ 星名愛美 陽木かれん 逢月はるな 月島遥花 憂希澪
- ママには内緒。家でするより大胆になる。パパとのホテルセックス。親子愛ベスト。 (8月1日、ミニマム MMT-047) 他出演:なごみ 森星いまり 吉井ありさ 愛須心亜 井上みづき 臼井あいみ 篠宮ゆり 夢咲りぼん 南梨央奈
- 夫婦対抗野球拳！人妻がじゃんけんに負けて夫の前でスッポンポン！マ●コ濡れ濡れ奥さんは夫の目の前で他の男のチ●ポいかせるまでしゃぶったりハメたりしちゃいました！！ (8月20日、SWITCH SW-350) 他出演:葉里さやか 芹那ゆい 桃原茜 菊見さおり 大友杏璃 佐々倉まみ 七緒ゆづき
- Aカップパイパンメイド密着ご奉仕SPECIAL (9月1日、ムーディーズ MIRD-167) 他出演:跡美しゅり 琴羽雫 宮沢ゆかり